# Daniel Pudil
Daniel Pudil (* 27. September 1985 in Prag) ist ein tschechischer Fußballspieler.

## Vereinskarriere
Daniel Pudil spielte in seiner Jugend für Sparta Prag. Mit 18 Jahren sah der Mittelfeldspieler wenig Perspektiven, sich in der ersten Mannschaft durchzusetzen und wechselte zu Chmel Blšany, wo er regelmäßig zum Einsatz kam. Nach nur einem halben Jahr in Blšany wurde Pudil, der auch auf der linken Abwehrseite eingesetzt werden kann, von Slovan Liberec verpflichtet.
Auch in Liberec setzte sich der gebürtige Prager schnell durch. Er gehörte zu den Leistungsträgern der Meistermannschaft 2005/06, in 29 Spielen erzielte er drei Tore. Im September 2007 wurde er an Slavia Prag ausgeliehen, im Juli 2008 wechselte der Mittelfeldspieler zum belgischen Klub KRC Genk. Nachdem der Leihvertrag beim italienischen Erstligisten AC Cesena geendet hatte, kehrte Pudil nicht zu seinem Arbeitgeber Granada CF, der ihn bis Ende Juni 2016 verpflichtet hatte, zurück, sondern ging – erneut auf Leihbasis – für ein Jahr zum englischen Zweitligisten FC Watford in den Londoner Norden. Nach einer erfolgreichen Saison mit 37 Einsätzen und Platz 3 in der Tabelle verpflichteten die Engländer ihn fest. Nach zwei weiteren Jahren als Stammspieler beendete Watford die Saison 2014/15 auf Platz 2 und stieg in die Premier League auf. Da aber im Erstligakader kein Platz mehr für den Tschechen war, wurde er im Jahr darauf an den Zweitligisten Sheffield Wednesday ausgeliehen. Auch dort konnte er sich wieder in der Stammelf etablieren. Im Jahr 2019 kehrte er nach Tschechien zurück und unterschrieb beim FK Mladá Boleslav.

## Nationalmannschaft
Pudil wurde am 7. Februar 2007 zum ersten Mal in der tschechischen Nationalmannschaft eingesetzt, als er im Spiel gegen Belgien in der zweiten Halbzeit für Tomáš Rosický aufs Feld kam. Auch für die EM-Qualifikationsspiele gegen Deutschland und Zypern Ende März 2007 wurde er von Trainer Karel Brückner nominiert.
Pudil stand im vorläufigen Kader der tschechischen Nationalmannschaft für die Europameisterschaft 2008, musste aber wegen einer Handverletzung für das Turnier absagen. Für Pudil wurde Rudolf Skácel berufen.
Von 2004 bis 2006 war Pudil fester Bestandteil der tschechischen U-21-Auswahl, für die er 14 Spiele bestritt und ein Tor schoss.
Bei der Fußball-Europameisterschaft 2016 in Frankreich wurde er in das tschechische Aufgebot aufgenommen. In den ersten beiden Partien wurde er nicht berücksichtigt, im entscheidenden Spiel gegen die Türkei stand er aber über die vollen 90 Minuten auf dem Platz. Es endete mit einer Niederlage und das Team schied aus.